# Signora Claus
La Signora Claus (in inglese: Mrs. Claus o Mrs. Santa Claus o anche Goody Santa Claus), nota in italiano anche come Mamma Natale (in inglese Mother Christmas) o Signora Natale, è un personaggio immaginario creato negli Stati Uniti d'America tra la metà e la fine del XIX secolo nell'ambito della letteratura a tema natalizio, dove viene presentato come la moglie o compagna di Babbo Natale/Santa Claus.

## Descrizione
La Signora Claus viene solitamente descritta come una donna paffuta che vive assieme al marito al Polo Nord, dove è solitamente impegnata nei lavori di cucina e, in particolar modo, nella preparazione di biscotti.

## Storia

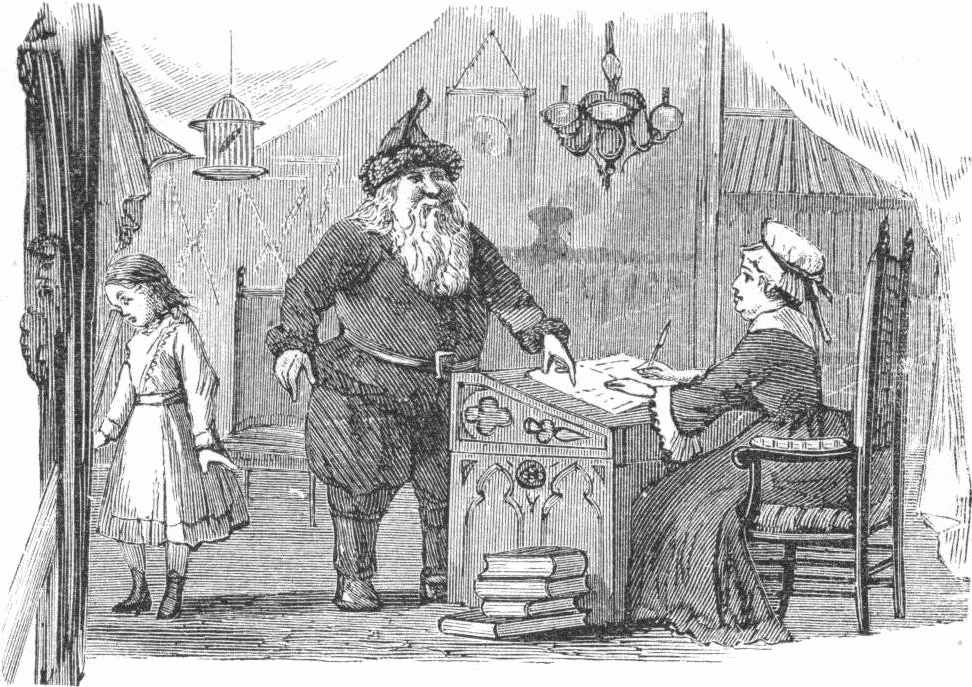
La Signora Claus in un racconto del 1878

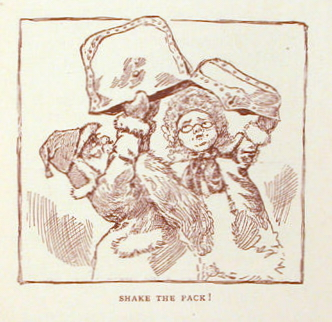
Raffigurazione della Signora Claus nel poema di Katherine Lee Bates Goody Santa Claus on a Sleigh Ride

Donna travestita da Mrs. Claus nel 1915

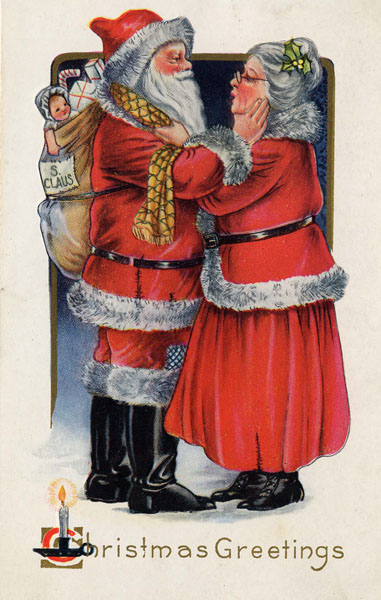
La Signora Claus in una cartolina del 1919

### Creazione e diffusione
La creazione del personaggio trae origine da un racconto contenuto in un libro dello scrittore di confessione evangelica James Rees, intitolato A Christmas Legend e pubblicato nel 1849. Nel racconto, alcuni bambini identificano erroneamente una coppia di viandanti, a cui la loro famiglia aveva dato ospitalità, come Babbo Natale e la moglie: i due poi si palesano come la sorella, cacciata di casa anni prima, ed il marito.
In seguito, iniziò così a diffondersi in ambito letterario l'idea che Babbo Natale avesse una moglie e così, a due anni di distanza dalla pubblicazione del racconto di Rees nello Yale Literary Magazine, vennero definiti per la prima volta i tratti del personaggio della Signora Claus, descritto come una massaia e come una sarta che confeziona l'abito del marito. Il personaggio venne poi menzionato in un saggio apparso nel 24° volume dello Harper's New Monthly Magazine, redatto tra il dicembre del 1861 e il maggio del 1862.
Una nuova descrizione di Mrs. Claus venne fatta poi nel 1864 da Robert St Clare in The Metropolites e in un racconto del 1878, dove la Signora Claus appare, oltre che come moglie, anche come consulente o segretaria personale di Babbo Natale.
La definitiva affermazione del personaggio nell'immaginario collettivo si deve però al poema della scrittrice statunitense Katherine Lee Bates Goody Santa Claus on a Sleigh Ride, pubblicato nel 1889. Nel poema, composto da ventisei strofe, viene dapprima descritta la frustrazione della moglie di Babbo Natale, costretta a rimanere a fare la casalinga, mentre il marito gira il mondo per consegnare i regali, e infine la realizzazione del desiderio della donna di fare un giro con la slitta del marito:
Santa, must I tease in vain, Deer? Let me go and hold the reindeer, 

While you clamber down the chimneys. Don't look savage as a Turk! 

Why should you have all the glory of the joyous Christmas story,

And poor little Goody Santa Claus have nothing but the work? 

[...]

### Il personaggio nel cinema e in televisione
In ambito televisivo, il personaggio della Signora Claus, chiamata anche Jessica, apparve nel programma animato Santa Claus Is Comin' to Town del 1970. Da un racconto di Phyllis McGinley del 1956, venne poi tratto nel 1974 il film, diretto da Jules Bass e Arthur Rankin Jr. e con protagonisti, nel ruolo, rispettivamente, di Santa Claus e Mrs. Claus, Mickey Rooney e Shirley Booth,  The Year Without Santa Claus . Del film venne fatto nel 2006 un remake televisivo, diretto da Ron Underwood ed intitolato in italiano Un anno senza Babbo Natale, dove il ruolo della Signora Natale è interpretato da Delta Burke.
Incentrato sulla figura della Signora Claus è poi il film per la televisione del 1996, diretto da Terry Hughes e con protagonisti Angela Lansbury e Charles Durning, Mamma Natale.
Al personaggio di Mrs. Claus sono stati affibbiati in ambito cinematografico anche dei tratti da mostruoso serial killer, segnatamente nell'omonimo film horror statunitense del 2018. Il ruolo di Mrs. Claus è stato poi interpretato nel 2019 da Julie Hagerty nel film Noelle , nel 2022 da Elizabeth Mitchell nella serie televisiva Nuovo Santa Clause cercasi (ruolo ripreso dai film Che fine ha fatto Santa Clause? e Santa Clause è nei guai) e nel 2024 da Jennifer Garner nell'omonima commedia natalizia prodotta da Reese Witherspoon per la piattaforma Netflix e da Bonnie Hunt nel film diretto da Jake Kasdan Uno Rosso.